# 斯圖貝克
士刁必架（英語：Studebaker），也称史都德贝克、司蒂倍克。是一家美国马车、汽车制造商，也为军队设计过制造过装甲车辆。该公司由德国移民创建于1852年，1966年倒闭。

## 历史
1852年，亨利和克雷孟特·士刁必架兄弟俩在南本德开设了一家铁匠铺。这家铁匠铺后来在1868年改名为士刁必架制造公司，公司开始时生产的是供加利福尼亚金矿工使用的手推车、美国西部大开发中使用的马车。在南北战争中他们还向军队提供马拉货车，1885年时其年产量为75000辆。随着产品的丰富，公司也开始生产乘用型马车。1902年，借由生产电动车，士刁必架公司进入了汽车制造领域。由于早期电池十分笨重，电动车的行程和速度都十分低下，因而在不久之后该公司就将重心转向了使用汽油的汽车。至1915年时其汽车年产量已经达到了45000辆。一次世界大战中，士刁必架公司接到了许多装甲车和卡车的订单。20世纪30年代的大萧条中，士刁必架也因债台高筑而濒临破产，不过美国国会通过了一项保护该公司推迟还债的提案。二战中它生产了包括水陆两用车和轻型装甲车在内的一些军用车辆。战后，美国政府对福特、通用汽车与佳士拿等大厂的设计做出了限制。而士刁必架并没有受到太大影响，这让得它可以设计更加新潮的汽车。然而，士刁必架逐渐开始在技术上落后于同行，其汽车生产工艺也不能令消费者满意，出现了诸如翼子板接缝过大等问题。1954年的因为亏损而和日暮途窮的派克（Packard）汽车公司合并，合并后的公司名为Studebaker-Packard。但是该公司仍然没有逃脱亏本的命运，1958年后公司重新恢复了士刁必架的名字。 59年该公司推出了欧洲化的Studebaker Lark，虽然在第一年销量不错但是到了1960年斯图贝克公司再度开始了亏本，1963年它关闭了位于南本德的生产工厂，此后全公司仅剩加拿大安大略省咸美頓的工厂还在生产。1966年，这家见证了马车向汽车过渡的公司宣告破产。

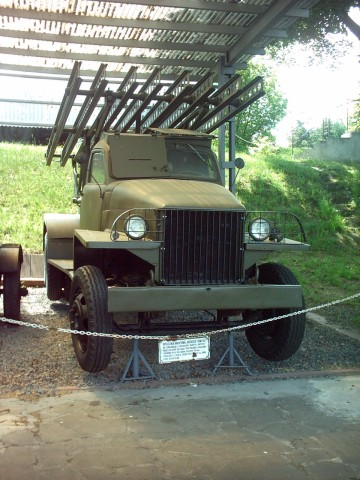
吉尔150也被用作BM-13火箭炮的载具

## 产品
- 马车与矿车
- 卡车
  - 二战中2.5吨十轮卡一共生产了20万辆，有US1到US11多种型号，其中数量最多的是US6，通过伊朗运送到苏联前线。1943年后，苏联引进US6的技术仿制出嘎斯51汽车，后来中国的南京汽车制造厂仿制嘎斯51制造了跃进系列轻型越野车。
- 轿车

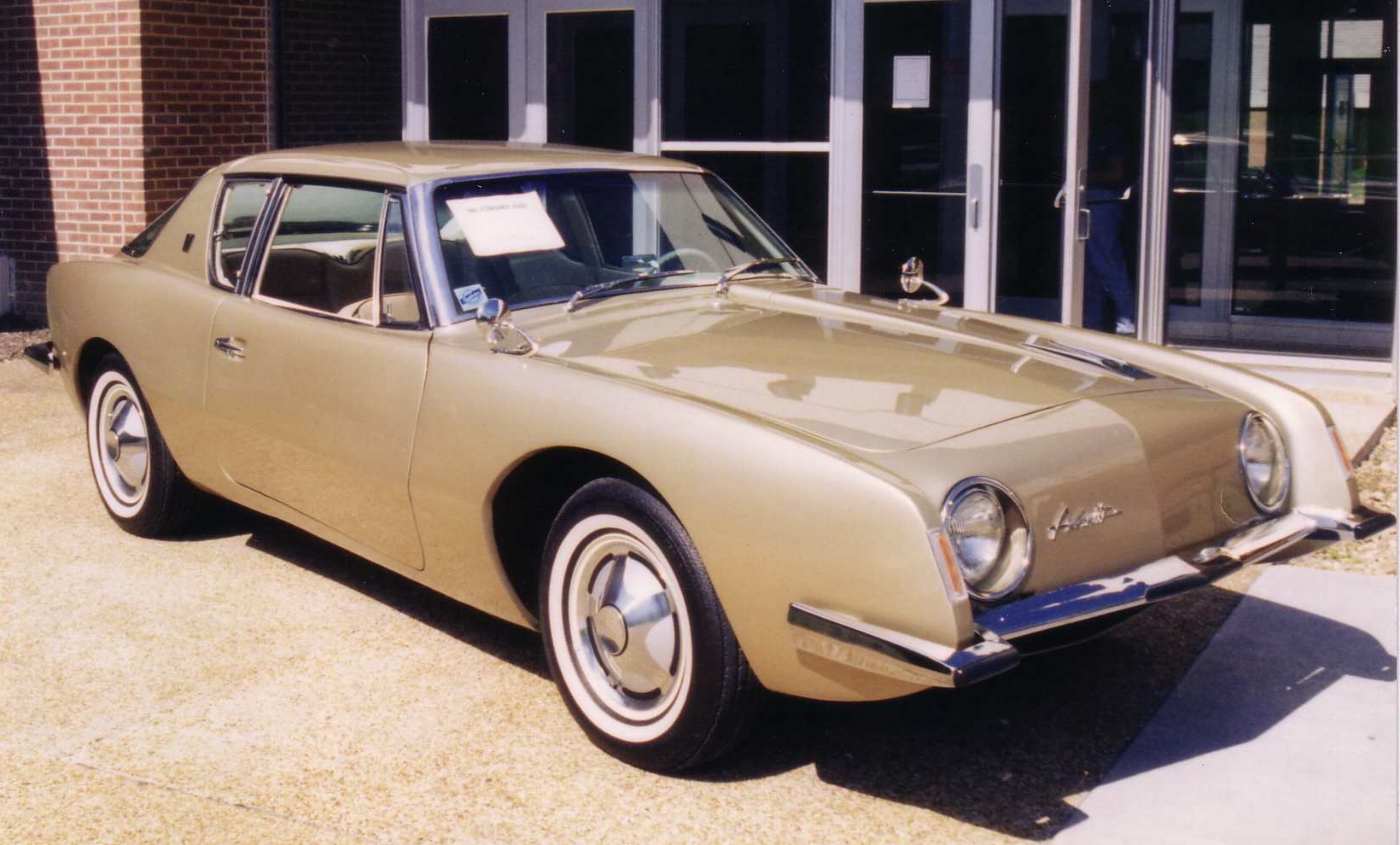
阿汎提号

- - Studebaker Commander Starliner:1953年推出
  - Studebaker Lark：1959年推出
  - 阿汎提号：1963年推出，虽然外形设计非常大胆，但商业上并不成功。
- 军用车辆
  - T27装甲车:实验性车辆，被M8装甲车取代，仅生产2辆。